# Paisatge amb l'enterrament de Santa Seràpia
Paisatge amb l'enterrament de Santa Serapia és un quadre realitzat pel pintor francès del barroc Claude Lorrain. Mesura 212 cm d'alçada i 145 cm d'amplada, i està pintat a l'oli sobre llenç. Data dels anys 1639-1640.
Va ser un encàrrec del rei d'Espanya Felip IV per decorar el Palau del Buen Retiro (en concret per a la Galeria de Paisatges), formant part d'una sèrie pictòrica en la qual també van participar altres grans pintors de l'època, com Nicolas Poussin, Herman van Swanevelt, Jan Both, Gaspard Dughet i Jean Lemaire. De la col·lecció real va passar al Museu del Prado de Madrid, on s'exposa actualment (núm. de catàleg 2252).
Lorena va realitzar vuit quadres monumentals per al Palau del Buen Retiro, en dos grups: quatre de format longitudinal (1635-38: Paisatge amb les temptacions de Sant Antoni, Paisatge amb Sant Onofre, Paisatge amb Santa María de Cervelló i una cambra desconeguda) i quatre de format vertical (1639-41: Paisatge amb Tobies i l'Arcàngel Rafael, Paisatge amb l'embarcament en Òstia de Santa Paula Romana, Paisatge amb Moisés salvat de les aigües del Nil, Paisatge amb l'enterrament de Santa Seràpia). El programa iconogràfic, pres de la Bíblia i Històries dels Sants, va ser triat pel comte-duc d'Olivares, que dirigia les obres.

## Descripció
Es tracta d'una escena religiosa: Santa Serapia era servent de Santa Sabina, una romana de nissaga, a la qual va convertir al cristianisme, fet pel qual van ser martiritzades durant el regnat d'Adriano. Aquest fet va ocórrer a la ciutat de Vindena, que encara que està prop de Terni, al segle xvii, quan es va pintar el quadre, es creia que corresponia amb l'Aventí, un dels set pujols de Roma; per aquest motiu es va construir en aquest lloc la Basílica de Santa Sabina. En el quadre, sobre la tapa del sarcòfag, figura la inscripció SEPVLTVRA.S.SABIN (a)... SEPELIR(i) IVBET.C.SANCTAE SERAPI(ae).
Claude reflecteix el moment de la sepultura de la santa, en un escenari plagat de ruïnes clàssiques, com a referència al fet que la basílica cristiana va ser erigida sobre l'antic temple de Juno Règia. No obstant això, l'escena no es correspon amb el moment cronològic del martiri de la santa, sinó que les ruïnes són les coetànies a l'època de l'artista, que el lloc era conegut com a Camp Vaccino, a causa que les vaques pastaban en aquest lloc. Al fons es veu l'Amfiteatre Flavio, més conegut com el Coliseu, i en lontanaza s'albira el riu Tíber.
L'artista lorenés desplega en aquesta obra una de les seves composicions típiques, on la figura humana està reduïda al mínim i solament és un pretext per atorgar un assumpte a l'obra, mentre que el protagonisme ho adquireix el paisatge, un vast panorama majestuós i bucòlic, evocador d'un passat esplendorós, on té un paper fonamental l'intens cromatisme i els efectes lumínics i atmosfèrics.
Aquest quadre formava parella (pendant) amb Paisatge amb Moisès salvat de les aigües del Nil, també en el Museu del Pardo: mentre Moisés representa el naixement, Santa Seràpia significa la mort, simbolitzant el pas del temps.
Aquesta obra figura en el Liber Veritatis (quadern de dibuixos on Claudio deixava constància de totes les seves obres, per evitar les falsificacions) amb el número 48.